# Microsoft Equation Editor
Microsoft Equation Editor è il componente di Microsoft Office per la creazione di formule matematiche all'interno di un file Word. 
Comparso nella versione 2.0 di Word for Windows, a marzo 2008 ha raggiunto la versione 3.0. Supporta lo standard MathML e il linguaggio OpenMath.